# Teucholabis (Euparatropesa) angustifascia
Teucholabis (Euparatropesa) angustifascia is een tweevleugelige uit de familie steltmuggen (Limoniidae). De soort komt voor in het Neotropisch gebied.